# Adrian Bumbescu
Adrian Bumbescu (Craiova, 23 febbraio 1960) è un allenatore di calcio ed ex calciatore rumeno, di ruolo difensore.

## Palmarès

### Competizioni nazionali
- Campionato rumeno: 7

Universitatea Craiova: 1979-1980
Dinamo Bucarest: 1981-1982
Steaua Bucarest: 1984-1985, 1985-1986, 1986-1987, 1987-1988, 1988-1989
- Coppa di Romania: 5

Dinamo Bucarest: 1981-1982
Steaua Bucarest: 1984-1985, 1986-1987, 1988-1989, 1991-1992

### Competizioni internazionali
- Coppa dei Campioni: 1

Steaua Bucarest: 1985-1986
- Supercoppa UEFA: 1

Steaua Bucarest: 1986